# Themeliotis goniozona
Themeliotis goniozona är en fjärilsart som beskrevs av Edward Meyrick 1922. Themeliotis goniozona ingår i släktet Themeliotis och familjen säckspinnare. Inga underarter finns listade i Catalogue of Life.